# 人里植物

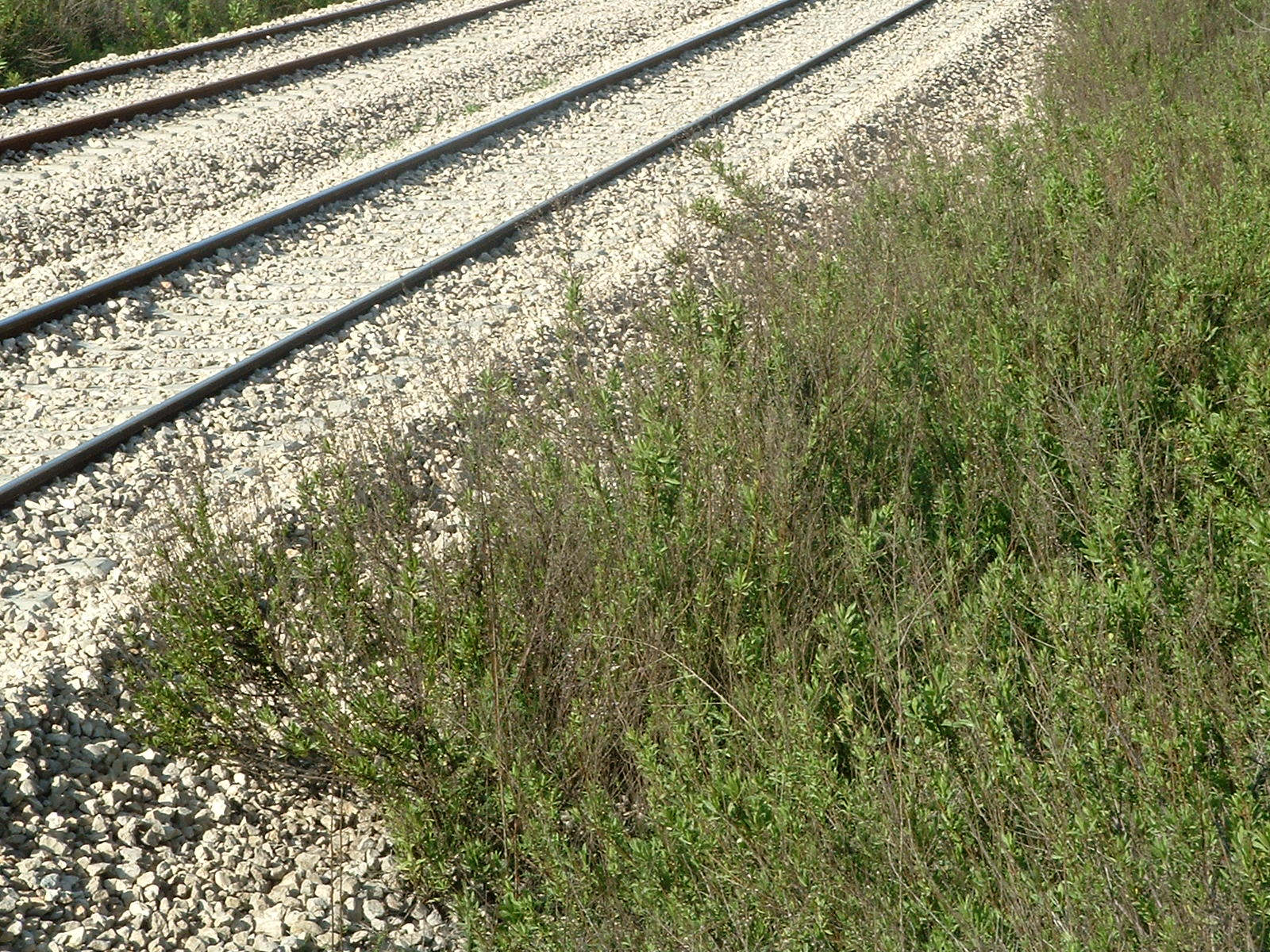
線路敷に生える Dittrichia viscosa (キク科) の群落。

人里植物（ひとざとしょくぶつ、Ruderal plants, ruderals, ruderal species）とは、生態学において、農地以外の人為的撹乱が多い土地に主に発生する植物のことを指す。またそこから拡大解釈され、人里に生育する植物全般の総称として用いられることもある。荒地植物、汚植物という和訳もある。

## 概要
人里植物は、特定の分類群に属する植物の総称ではなく、人為的撹乱の影響を受ける土地に生育する植物の総称として用いられる生態学用語である。ここでいう人為的撹乱を受ける土地の例として、道路、路端、屋根、工事現場、壁、廃墟、納屋周り、盛り土、家畜の糞置き場、ごみ捨て場、線路、側溝などが挙げられている。
英語における Ruderal plants とは元々、路傍や空き地、河川敷などの、農耕地以外で人為的攪乱を受ける場所に生える植物のことを指す。この訳語として、1962年に沼田真が「人里植物」の語を当て、それが広く使用されてきた。しかしその「人里」という語のイメージから、刈り込みなどが行われる農地や採草地の植物を人里植物に含めたり、本来の Ruderal plants に含まれる都市部の帰化植物などが人里植物として扱われないなど、英語の Ruderal plants と「人里植物」の用語の範囲にズレが生じているという指摘がある。そのため、三浦励一のように、Ruderal plants の訳語として「荒地植物」を使用する研究者もいる。

## 人里植物に含まれる種の生態的特徴
人里植物に分類される種は、一般的に以下のような生態学的特性をもつ。
- 根や植物体の生長速度が早い。
- 種子生産量が多い。
- 種子の発芽における環境要求性が小さい。
- 菌根に依存しない。

## 人里植物に含まれる植物の例
- アレチノギク[2]
- アレチウリ[2]
- アレチヌスビトハギ[2]
- オオバコ[4]
- ハルジオン[4]
- ミドリハコベ[5]